# Чемпионат СССР по самбо 1950
6-й Чемпионат СССР по самбо проходил в Казани (Татарстан) с 17 по 23 октября 1950 года. В соревнованиях участвовало 112 спортсменов, представляющих 9 команд спортивных обществ и ведомств.

## Медалисты
| Весовая категория           | Золото                                 | Серебро                                                  | Бронза                                    |
| --------------------------- | -------------------------------------- | -------------------------------------------------------- | ----------------------------------------- |
| Наилегчайший вес (до 56 кг) | Николай Стафеев «Динамо» (Москва)      | И. Кутинов «Динамо» (Москва)                             | А. Новиков «Динамо» (Московская область)  |
| Легчайший вес (до 60 кг)    | Хорен Чибичьян «Строитель» (Москва)    | А. И. Скворцов «Динамо» (Ленинград)                      | Вадим Беляйкин «Наука» (Москва)           |
| Полулёгкий вес (до 64 кг)   | Евгений Чумаков «Динамо» (Москва)      | Христофор Ниниашвили «Динамо» (Тбилиси)                  | Николай Воробьёв «Динамо» (Ленинград)     |
| Лёгкий вес (до 68 кг)       | Георгий Туманян «Строитель» (Ереван)   | Анатолий Латышев «Динамо» (Москва)                       | Владлен Андреев «Динамо» (Москва)         |
| Полусредний вес (до 72 кг)  | Эстате Каркусашвили «Динамо» (Тбилиси) | Илья Латышев «Динамо» (Москва)                           | Николай Морозов «Крылья Советов» (Москва) |
| Средний вес (до 79 кг)      | Михаил Рурак «Динамо» (Москва)         | Виктор Данилин «Динамо» (Ленинград)                      | А. Квеладзе «Динамо» (Тбилиси)            |
| Полутяжёлый вес (до 87 кг)  | Георгий Ростиашвили «Наука» (Тбилиси)  | Шота Даушвили «Динамо» (Тбилиси)                         | Василий Соловьёв «Динамо» (Ленинград)     |
| Тяжёлый вес (свыше 87 кг)   | Арсен Мекокишвили «Динамо» (Москва)    | Борис Прутковский Ленинградский дом офицеров (Ленинград) | Отар Шинджикашвили «Динамо» (Тбилиси)     |